# Länscellfängelset på Norrmalm

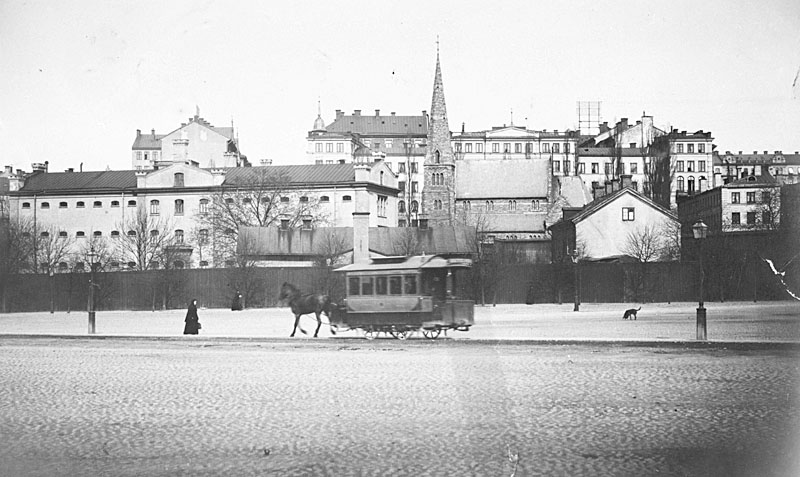
Länscellfängelset och Engelska kyrkan 1895 sett från Norra Bantorget

Länscellfängelset på Norrmalm var mellan 1844 och dess rivning 1896 ett fängelse vid nuvarande Norra Bantorget på Norrmalm i centrala Stockholm.

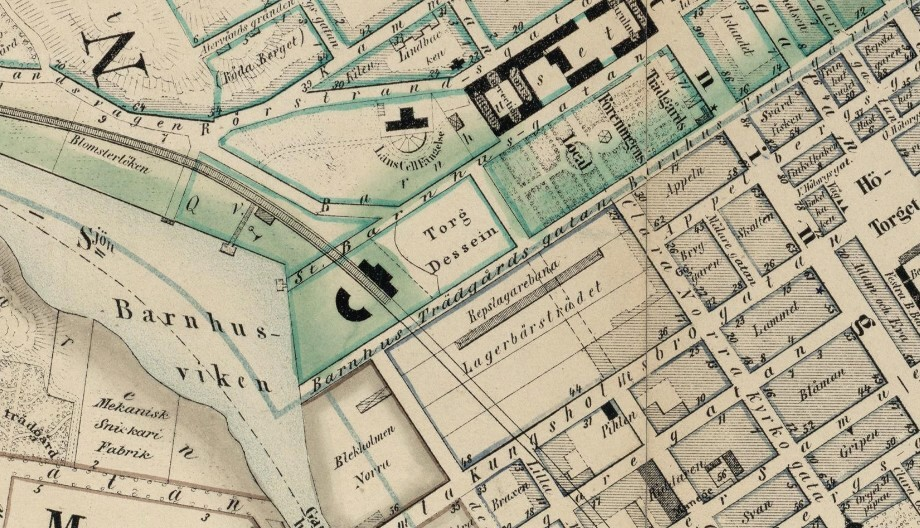
Länscellfängelset på en karta från 1867.

Genom 1841 års riksdagsbeslut beträffande om- och tillbyggnader av fängelser, som en del av humaniseringen av fångvården, framkom krav på cellsystem enligt den så kallade Philadelphiasystemet, som innebar att cellerna anordnades längs ytterväggarna med en stor korridor-galleria över flera våningar kring ett öppet mittschakt. År 1844 påbörjades därför bygget av ett nytt länsfängelse i Stockholm under ledning av byggmästaren Carl Hallström. För planerna stod fångvårdsstyrelsens arkitekt, majoren vid ingeniörscorpsen Carl Fredrik Hjelm. 
I området mellan Drottninggatan och Klara sjö låg sedan tidigare olika arbetsinrättningar och rannsakningsfängelset Nya smedjegården. Ingången till fängelset låg mot Rörstrandsgatan, nuvarande Wallingatan. I de nya länscellfängelserna placerades i första hand människor som hade dömts för mindre allvarliga brott medan de långtidsdömda ännu på 1870-talet satt i gemensamhetsfängelse eller fästningsfängelse. 28 maj 1867 fastställde Kungl. Maj:t Kongl. Majt:s nådiga Reglemente för Läns- och Krono-cellfängelserna i Riket. Av reglementet framgick bland annat hur anstalterna och dess verksamhet skulle organiseras. 
Fängelset hade 93 celler och den skenande byggkostnaden uppgick till 144 168 riksdaler. Trots moderniteter som en central 
"värmvattenanläggning"  från Munktells i Eskilstuna, samt klosettkärl i lergods i varje cell så var anläggningen snart omodern. 1897 ersattes det av Östermalmsfängelset. 
Länscellfängelset revs 1898 och på det tidigare fängelseområdet finns numera LO-borgen.